# Hermann Knothe
Hermann Knothe (9. října 1821 Hirschfelde u Žitavy – 8. února 1903 Drážďany) byl německý historik a vysokoškolský pedagog, který se zabýval dějinami Horní Lužice.

## Život
Hermann Friedrich Knothe se narodil 9. října 1821 v obci Hirschfelde u Žitavy. Jeho otec Karl Friedrich Knothe (1793–1855) byl v Hirschfelde diakonem. Hermann Knothe v letech 1832–1840 navštěvoval žitavské gymnázium a následně na otcovo přání studoval do roku 1843 evangelickou teologii na Lipské univerzitě. Zde se stal subseniorem a po té čestným členem Lužického spolku kazatelů (Lausitzer Predigergesellschaft/Serbske prědarske towarstwo). Potom byl činný v Drážďanech jako domácí učitel, než byl v roce 1855 povolán na žitavské gymnázium. Roku 1851 publikoval svou první historickou studii věnovanou dějinám své rodné obce Hirschfelde. V roce 1861 se stal profesorem Královské kadetní školy v Drážďanech. Tím získal přístup ke knihovně Saského státního archivu, v níž našel důležité prameny pro svůj historický výzkum. V průběhu let publikoval řadu studií v časopise Hornolužické společnosti věd Neue Lausitzische Magazin. V roce 1887 byl jmenován čestným členem této společnosti. Roku 1897 se stal členem Královské saské historické komise (Königlich sächsische historische Kommission). Při své historiografické práci se Knothe zaměřoval téměř výhradně na dějiny Horní Lužice do Pražského míru (1635). Tématy jeho studií jsou pak právní či správní dějiny a dějiny šlechty. Knotheho práce i dnes zaujmou bohatstvím použitých pramenů, vyznačují se však také poměrně úzkou specializací na dějiny Horní Lužice, která je Knotheho předností a zároveň jeho nedostatkem. Hermann Knothe zemřel 8. února 1903 v Drážďanech. Je zde pohřben na Starém Anenském hřbitově.
Na počest Hermanna Knotheho je od roku 2007 Hornolužickou společností věd ve Zhořelci (Görlitz) udělována Cena Hermanna Knotheho za vědecké výkony v oblasti výzkumu Horní Lužice.

## Výběrová bibliografie

### Monografie
- Geschichte des Fleckens Hirschfelde in der königlich sächsischen Oberlausitz. Dresden, 1851. 141 s. [reprint: Ostritz, 2003]. Dostupné online
- Geschichte der Dörfer Rohnau, Rosenthal und Scharre, bei Hirschfelde in der königl. sächsischen Oberlausitz. Zittau, 1857. 53 s. [reprint: Ostritz, 2003]. Dostupné online
- Carl Friedrich Kretschmann, der Barde Rhingulph. Ein Beitrag zur Geschichte des Bardenwesens. Zittau, 1858.
- Geschichte der Dörfer Burkersdorf und Schlegel in der königlich sächsischen Oberlausitz. Zittau, 1862. 68 s. [reprint: Ostritz, 2003]. Dostupné online
- Geschichte des sogenanten Eigenschen Kreises in der Kgl. Sächsischen Lausitz. Dresden, 1870. Dostupné online
- Urkundliche Geschichte des Jungfrauenklosters Marienstern, Cisterzienserordens, in der Kgl. Sächs. Oberlausitz, von der Zeit seiner Gründung bis Anfang des 16. Jahrhunderts. Dresden, 1871. 97 s.
- Geschichte des Oberlausitzer Adels und seiner Güter: vom XIII. bis gegen Ende des XVI. Jahrhunderts. Leipzig, 1879. viii, 686 s. Dostupné online
- Urkundenbuch der Städte Kamenz und Löbau. (=Codex diplomaticus Saxoniae regiae 2,7). Leipzig, 1883. xli, 350 s.

### Studie
- Geschichte der Herren von Kamenz. In: Neues Lausitzisches Magazin. Bd. 43 (1866) s. 81–111.
- Bernhard von Kamenz, der Stifter des Klosters Marienstern. In: Archiv für Sächsische Geschichte. Bd. 4 (1866) s. 82–114.
- Geschichte der Burg und des Dorfes Kirschau, südlich von Budissin. In: Lausitzisches Magazin. Im Auftrag der Oberlausitzischen Gesellschaft der Wissenschaften. Bd. 47, Görlitz, 1870, s. 293–295. Dostupné online
- Zur Geschichte der Germanisation in der Oberlausitz. In: Archiv für Sächsische Geschichte Ser. NF, Bd. 2 (1876) s. 237–279, 289–316.
- Urkundliche Grundlagen zu einer Rechtsgeschichte der Oberlausitz von ältester Zeit bis Mitte des 16. Jahrhunderts. Görlitz 1877. In: Neues Lausitzisches Magazin. Bd. 53. 1877. s. 158–421. Dostupné online
- Zur Geschichte der Juden in der Oberlausitz während des Mittelalters. In: Neues Archiv für Sächsische Geschichte und Altertumskunde. Bd. 2 (1881) s. 50–67.
- Das Landeswappen der Oberlausitz. In: Neues Archiv für Sächsische Geschichte und Altertumskunde. Bd. 3 (1882) s. 97–117.
- Geschichte des Tuchmacherhandwerks in der Oberlausitz bis Anfang des siebzehnten Jahrhunderts. In: Neues Lausitzisches Magazin. Bd. 58 (1882) s. 241–380. Dostupné online
- Zur ältesten Geschichte der Stadt Bautzen bis zum Jahre 1346. In: Neues Archiv für Sächsische Geschichte und Altertumskunde. Bd. 5 (1884) s. 73–115.
- Die Stellung der Gutsunterthanen in der Oberlausitz zu ihren Gutsherrschaften. In: Neues Lausitzisches Magazin. Bd. 61 1885, s. 159–280.
- Die Berka von der Duba auf Mühlberg. In: Neues Archiv für Sächsische Geschichte und Altertumskunde. Bd. 6 (1885) s. 190–209.
- Wie die Burg Karlsfried und die Zittauer Vogtei für die Krone Böhmen reklamirt werden sollten. In: Neues Lausitzisches Magazin. Bd. 62 (1886) s. 288–292.
- Nachtrag zur Geschichte des Franziskanerklosters zu Kamenz. In: Beiträge zur sächsischen Kirchengeschichte 4 (1888), s. 21–32. Dostupné online
- Geschichte der Oberlausitz unter dem Landvogte Hinko Hlawatsch von der Duba, 1410-1420. In: Neues Lausitzisches Magazin. Bd. 66 (1890) s. 74–113.
- Die Pröpste des Kollegiatstifts St. Petri zu Bautzen von 1221-1562. In: Neues Archiv für Sächsische Geschichte und Altertumskunde. Bd. 11 (1890) s. 17–46.
- Die geistlichen Güter in der Oberlausitz. In: Neues Lausitzisches Magazin, Bd. 66 (1890) s. 157–199.
- Die ältesten Siegel des oberlausitzischen Adels. In: Neues Lausitzisches Magazin, Bd. 67 (1891) s. 1–32.
- Die Dörfer des Weichbilds Löbau. In: Neues Lausitzisches Magazin. Bd. 68 (1892) s. 176–223.
- Die Zerstörung der Burg Rohnau bei Zittau durch die oberlausitzischen Sechsstädte (1399). In: Neues Archiv für Sächsische Geschichte und Altertumskunde, Bd. 13 (1892) s. 177–187.
- Die Dörfer des Weichbildes Löbau. In: Neues Lausitzisches Magazin. Bd. 68 (1892) s. 176–223.
- Die Entstehung und Bildung bürgerlicher Familiennamen in den Sechsstädten der Oberlausitz bis gegen Mitte des 14. Jahrhunderts. In: Neues Archiv für Sächsische Geschichte und Altertumskunde. Bd. 14 (1893) s. 312–323.
- Welcher Ort in Böhmen ist mit dem 1052 und 1126 erwähnten Isgorelik (Izcorelik) gemeint? In: Neues Lausitzisches Magazin. Bd. 70 (1894) s. 21–24.
- Die Hausmarken in der Oberlausitz. In: Neues Lausitzisches Magazin. Bd. 70 (1894) s. 1–12.
- Die Belustigungen der Bürger in den Sechsstädten der Oberlausitz während des Mittelalters. In: Germania : Monatsschrift. Bd. 1 (1894/95) s. 61–65.
- Apel Vizthum, ernannter Landvogt der Oberlausitz. In: Neues Archiv für Sächsische Geschichte und Altertumskunde. Bd. 18 (1897) s. 159–169.
- Die ältesten Ortsherrschaften von Hirschfelde. In: Neues Lausitzisches Magazin, Bd. 73 (1897) s. 28–40.
- Ein Görlitzer Hofgerichtsbuch von 1406-1423. In: Neues Lausitzisches Magazin. Bd. 74 (1898) s. 1–14.
- Die im Weichbild Zittau gelegenen Güter der einstigen Herrschaft Seidenberg-Friedland und ihre ältesten Besitzer. In: Neues Lausitzisches Magazin. Bd. 75 (1899) s. 4–30.
- Jon von Redern auf Kauffung verpfändet die in seinem Gutsanteile des Dorfs gelegene Bretmühle wegen einer Schuld von 10 Mark Heller an die Gebrüder Christoph, Georg und Hannus Elbil auf (Tief-)Hartmannsdorf, 1462, 6. Juli (Urkunde). In: Neues Lausitzisches Magazin. Bd. 75 (1899) s. 288–289.
- Eine auf Herzog Wilhelm von Sachsen bezügliche Urkunde Georg Podiebrads, Gubernators von Böhmen, vom 19. Dezember 1457. In: Festschrift zum 75jährigen Jubiläum des königlich sächsischen Altertumsvereins, s. 107–110.
- Die Oberlausitzer auf der Universität Leipzig von 1420-1550. In: Neues Lausitzisches Magazin. Bd. 77 (1901) s. 147–202.

### Korespondence
- Ich bin mit ganzer Seele ein Oberlausitzer Partikularist: Der Briefwechsel zwischen Hermann Knothe und Richard Jecht 1888–1903. Příprava vydání Steffen Menzel. Görlitz: Selbstverlag der Oberlausitzischen Gesellschaft der Wissenschaften e.V., 2021. 508 s. (Beihefte zum Neuen Lausitzischen Magazin; Bd. 24). ISBN 978-3-9819612-6-3. (německy)